# Kottaram
Kottaram é uma panchayat (vila) no distrito de Kanniyakumari, no estado indiano de Tamil Nadu.

## Demografia
Segundo o censo de 2001,  Kottaram  tinha uma população de 9450 habitantes. Os indivíduos do sexo masculino constituem 49% da população e os do sexo feminino 51%. Kottaram tem uma taxa de literacia de 84%, superior à média nacional de 59.5%: a literacia no sexo masculino é de 87% e no sexo feminino é de 82%. Em Kottaram, 9% da população está abaixo dos 6 anos de idade.